# Bermuda ai Giochi della XXX Olimpiade
Bermuda ha partecipato ai Giochi della XXX Olimpiade di Londra che si sono svolti dal 27 luglio al 12 agosto 2012. È stata la 17ª partecipazione consecutiva dei suoi atleti ai giochi olimpici estivi ad esclusione dell'edizione di Mosca 1980.
Gli atleti della delegazione di Bermuda sono stati 8 (5 uomini e 3 donne), in 5 discipline. Alla cerimonia di apertura il portabandiera è stato il velista Zander Kirkland, mentre la portabandiera della cerimonia di chiusura è stata la triatleta Flora Duffy.
Nel corso della manifestazione Bermuda non ha ottenuto alcuna medaglia.

## Partecipanti
| Sport            | Uomini | Donne | Totale |
| ---------------- | ------ | ----- | ------ |
| Atletica Leggera | 1      | 1     | 2      |
| Equitazione      | 0      | 1     | 1      |
| Nuoto            | 1      | 0     | 1      |
| Triathlon        | 1      | 1     | 2      |
| Vela             | 2      | 0     | 2      |
| Totale           | 5      | 3     | 8      |

## Atletica leggera
| Q | Qualificato al turno successivo per la posizione in qualificazione                                                           |
| q | Qualificato per il turno successivo per ripescaggio o, negli eventi su campo, conquistando la misura minima per qualificarsi |

### Maschile
Eventi su campo
| Atleta       | Evento         | Qualifica | Qualifica | Finale   | Finale    |
| Atleta       | Evento         | Distanza  | Posizione | Distanza | Posizione |
| ------------ | -------------- | --------- | --------- | -------- | --------- |
| Tyrone Smith | Salto in lungo | 7,97 m    | 10° q     | 7,70 m   | 12°       |

### Femminile
Eventi su campo
| Atleta       | Evento         | Qualifica | Qualifica | Finale          | Finale          |
| Atleta       | Evento         | Distanza  | Posizione | Distanza        | Posizione       |
| ------------ | -------------- | --------- | --------- | --------------- | --------------- |
| Arantxa King | Salto in lungo | 6,40 m    | 13ª       | non qualificata | non qualificata |

## Equitazione

### Salto ostacoli
| Atleta           | Cavallo               | Gara        | Qualificazione | Qualificazione | Qualificazione | Qualificazione | Qualificazione | Qualificazione  | Qualificazione  | Qualificazione  | Finale          | Finale          | Finale          | Finale          | Finale          | Totale   | Totale    |
| Atleta           | Cavallo               | Gara        | 1º turno       | 1º turno       | 2º turno       | 2º turno       | 2º turno       | 3º turno        | 3º turno        | 3º turno        | Round A         | Round A         | Round B         | Round B         | Round B         | Totale   | Totale    |
| Atleta           | Cavallo               | Gara        | Penalità       | Posizione      | Penalità       | Totale         | Posizione      | Penalità        | Totale          | Posizione       | Penalità        | Posizione       | Penalità        | Totale          | Posizione       | Penalità | Posizione |
| ---------------- | --------------------- | ----------- | -------------- | -------------- | -------------- | -------------- | -------------- | --------------- | --------------- | --------------- | --------------- | --------------- | --------------- | --------------- | --------------- | -------- | --------- |
| Jillian Terceira | Bernadien van Westuur | Individuale | 1              | =33ª Q         | 8              | 9              | =47ª           | non qualificata | non qualificata | non qualificata | non qualificata | non qualificata | non qualificata | non qualificata | non qualificata | 9        | =47ª      |

## Nuoto e sport acquatici

### Nuoto
Maschile
| Atleta          | Evento            | Batterie | Batterie   | Semifinali      | Semifinali      | Finale          | Finale          |
| Atleta          | Evento            | Tempo    | Classifica | Tempo           | Classifica      | Tempo           | Classifica      |
| --------------- | ----------------- | -------- | ---------- | --------------- | --------------- | --------------- | --------------- |
| Roy-Allan Burch | 50 m stile libero | 22"47    | 24º        | non qualificato | non qualificato | non qualificato | non qualificato |

## Triathlon
Maschile
| Atleta            | Evento   | Nuoto  | Trans. 1 | Ciclismo | Trans. 2 | Corsa  | Totale    | Classifica |
| ----------------- | -------- | ------ | -------- | -------- | -------- | ------ | --------- | ---------- |
| Tyler Butterfield | Maschile | 18'58" | 0'38"    | 58'32"   | 0'32"    | 31'52" | 1h 50'32" | 34º        |

Femminile
| Atleta      | Evento    | Nuoto  | Trans. 1 | Ciclismo  | Trans. 2 | Corsa  | Totale    | Classifica |
| ----------- | --------- | ------ | -------- | --------- | -------- | ------ | --------- | ---------- |
| Flora Duffy | Femminile | 19'28" | 0'40"    | 1h 11'07" | 0'31"    | 37'08" | 2h 08'54" | 45ª        |

## Vela
Open
| Atleta                         | Evento | Regata | Regata | Regata | Regata | Regata | Regata | Regata | Regata | Regata | Regata | Regata | Regata | Regata | Regata | Regata | Regata | Punteggio Totale | Punteggio Netto | Classifica |
| Atleta                         | Evento | 1      | 2      | 3      | 4      | 5      | 6      | 7      | 8      | 9      | 10     | 11     | 12     | 13     | 14     | 15     | M      | Punteggio Totale | Punteggio Netto | Classifica |
| ------------------------------ | ------ | ------ | ------ | ------ | ------ | ------ | ------ | ------ | ------ | ------ | ------ | ------ | ------ | ------ | ------ | ------ | ------ | ---------------- | --------------- | ---------- |
| Jesse Kirkland Zander Kirkland | 49er   | 21 DNF | 19     | 18     | 21 DNF | 21 DNF | 12     | 6      | 21 DNF | 6      | 10     | 12     | 19     | 2      | 19     | 18     | EL     | 225              | 204             | 19º        |